# Drango
Drango è un film del 1957 diretto da Hall Bartlett e Jules Bricken.
È un western statunitense con Jeff Chandler, Joanne Dru, Julie London e Donald Crisp.

## Produzione
Il film fu diretto e prodotto da Hall Bartlett e Jules Bricken (su una sceneggiatura di Bartlett) per la Earlmar Productions e la Hall Bartlett Productions e girato a Fort Pike e a St. Francisville (Louisiana), nel Morrison Ranch ad Agoura e nei Samuel Goldwyn Studios a West Hollywood, in California, da inizio giugno a fine luglio 1956. Il brano della colonna sonora Drango, cantato da Rex Allen, fu composto da Alan Alch (parole) e Elmer Bernstein (musica). Linda Darnell abbandonò il cast per motivi di salute dopo aver girato alcune scene e fu sostituita da Joanne Dru.

## Distribuzione
Il film fu distribuito negli Stati Uniti nel gennaio 1957 al cinema dalla United Artists.
Altre distribuzioni:
- in Finlandia il 2 agosto 1957 (Veljessota)
- in Svezia l'11 novembre 1957 (Drango)
- in Portogallo l'8 ottobre 1958 (Drango)
- in Spagna (Cenizas de odio)
- in Francia (Le pays de la haine)
- in Grecia (O nomos tis ekdikiseos)
- in Germania Ovest (Drango)

## Critica
Secondo il Morandini il film "oscilla tra western, avventura pura e ricerca psicologica".

## Promozione
Le tagline sono:
- ONE MAN AGAINST A TOWN GONE MADE WITH LUST!
- BURN...DESTROY...KILL...RAVAGE...These were the orders and they were obeyed!